# Laramie megye
Laramie megye az Amerikai Egyesült Államokban, azon belül Wyoming államban található. Megyeszékhelye és legnagyobb városa Cheyenne. Lakosainak száma 100 512 fő (2020. április 1.). Laramie megye Goshen, Banner, Kimball, Weld, Larimer, Albany és Platte megyékkel határos.

## Népesség
A megye népességének változása:
| Lakosok száma | 92 052 | 92 447 | 94 627 | 95 809 | 97 121 | 100 512 |
|               | 2010   | 2011   | 2012   | 2013   | 2015   | 2020    |